# Carl Jacobi (Schriftsteller)
Carl Richard Jacobi (geboren am 10. Juli 1908 in Minneapolis, Minnesota; gestorben am 25. August 1997 in St. Louis Park, Minnesota) war ein amerikanischer Schriftsteller und Journalist, bekannt als Autor von Horror-, Kriminal-, und Science-Fiction-Erzählungen, die er ab Ende der 1920er Jahre in den Pulp-Magazinen der Epoche veröffentlichte.

## Leben
Jacobi war der Sohn von Richard Cleveland und Matie Jacobi, geborene Hoffman. Er studierte an der University of Minnesota, wo er 1931 mit dem Bachelor abschloss.
Er arbeitete danach als Journalist, unter anderem als Reporter für den Minneapolis Star, als Redakteur für Midwest Media und Minnesota Quarterly und in der PR-Abteilung des Key Center of War Information.
Schon 1928 hatte er eine erste Kurzgeschichte in Weird Tales veröffentlicht, die bei H. P. Lovecraft und Clark Ashton Smith Anerkennung fand, weitere folgten, hauptsächlich aus dem Bereich des Horrors und der Weird Fiction.
Als die Situation bei den Pulp-Magazinen sich 1942 verschlechterte, wurde Jacobi wieder Angestellter und arbeitete die folgenden 20 Jahre in einer Waffenfabrik, veröffentlichte aber weiterhin Kurzgeschichten. Den Wechsel von Pulp-Magazin zum Taschenbuch hat er nie vollzogen, auch da Versuche mit längeren Formen erfolglos blieben.
Donald Wandrei, zusammen mit August Derleth Gründer des Verlags Arkham House, in dem auch Lovecraft verlegt wurde, war ein Kommilitone von Jacobi gewesen. Arkham House  brachte nun drei Erzählbände mit Weird Fiction Jacobis heraus (Revelations in Black, 1947, Portraits in Moonlight, 1964, und Disclosures in Scarlet, 1972).
Vor allem der erste Band mit der Titelgeschichte Revelations in Black, einer Vampirgeschichte, die bei manchen als eine der besten des Genres gilt, begründete Jacobis Ruf als bedeutender Horror-Autor.
1988 wurde Jacobi mit dem Minnesota Fantasy Award ausgezeichnet.
1997 starb er im Alter von 89 Jahren in St. Louis Park bei Minneapolis, der Stadt, die er zeit seines Lebens kaum je verlassen hatte.

## Bibliographie

### Sammlungen
- Revelations in Black (1947)
- The Tomb from Beyond (1947)
- Portraits in Moonlight (1964)
- Disclosures in Scarlet (1972)
- East of Samarinda (1989)
- Smoke of the Snake (1994)
- Masters of the Weird Tale: Carl Jacobi (2014)
- The Tenth Golden Age of Science Fiction Megapack (2014)

### Kurzgeschichten
- Mive (1928)
- Moss Island (1930)
- The Haunted Ring (1931, auch als: The Coach on the Ring)
- The Tomb from Beyond (1932)
- Revelations in Black (1933)
  - Deutsch: Larlas Bücher. (Übersetzt von Maikell Michael) In: James Dickie (Hrsg.): 14 Horror-Stories. Heyne (Heyne-Anthologien #38), 1973.
  - Auch als: Schwarze Offenbarungen. (Übersetzt von Andreas Diesel) In: HR Giger (Hrsg.): Vampirric. Festa (Festa Nosferatu #1404), Borsdorf bei Leipzig, 2003, ISBN 3-935822-58-8.
- The Last Drive (1933)
- A Pair of Swords (1933)
- Smoke of the Snake (1934)
- The Cane (1934)
- The Satanic Piano (1934)
- Phantom Brass (1934)
- Jungle Wires (1934)
- Satan’s Roadhouse (1934)
- The Man from Makassar (1935)
- Deceit Post (1935)
- Sumpitan (1935)
- Quarry (1935)
- The Face in the Wind (1936)
- Black Passage (1936)
- Death Rides the Plateau (1936)
- Dead Man’s River (1937)
- Spider Wires (1937)
- The World in a Box (1937)
- Tiger Island (1937)
- The Kite (1937)
- East of Samarinda (1937)
- A Film in the Bush (1937)
- Head in His Hands (1937)
- Death on Tin Can (1937)
- The King and the Knave (1938, auch als: The Devil Deals)
- Holt Sails the “San Hing” (1938)
- Leopard’s Tracks (1938)
- Cosmic Teletype (1938)
- The War of the Weeds (1939)
- Death’s Outpost (1939)
- Sagasta’s Last (1939)
- Trial By Jungle (1939)
- A Study in Darkness (1939)
- Spawn of Blackness (1939)
- Sky Trap (1940)
- The Phantom Pistol (1941, auch als: The Spectral Pistol)
- The Lost Street (1941, mit Clifford D. Simak, auch als The Street That Wasn’t There)
- Redemption Trail (1941)
- Hamadryad Chair (1942)
- Cosmic Castaway (1943)
- Assignment on Venus (1943)
- Writing on the Wall (1944, auch als: The Cosmic Doodler)
- Canal (1944)
- Submarine I-26 (1944)
- Doctor Universe (1944)
- Double Trouble (1945)
- Carnaby’s Fish (1945)
  - Deutsch: Carnabys Fisch. (Übersetzt von Usch Kiausch) In: Frank Festa & Hardy Kettlitz (Hrsg.): 100 Jahre ‚Weird Tales‘, Jubiläumsedition Band 4: 1936 bis 1946. (5 Bände in Schuber) Festa, Borsdorf bei Leipzig, 2023.
- Enter the Nebula (1946)
- Tepondicon (1946)
- The Corbie Door (1947)
- The Digging at Pistol Key (1947)
- Lodana (1947)
- Portrait in Moonlight (1947)
- The Random Quantity (1947)
- The Lorenzo Watch (1948)
- The La Prello Paper (1948)
- Gentlemen, the Scavengers! (1948)
- The Jade Scarlotti (1948)
- Incident at the Galloping Horse (1948)
- Matthew South and Company (1949)
- The Historian (1950)
- The Spanish Camera (1950)
- The Gentleman Is an Epwa (1953)
- The White Pinnacle (1954)
- Made in Tanganyika (1954)
- The Dangerous Scarecrow (1954, auch als: Witches in the Cornfield)
- Strangers to Straba (1954)
- The Long Voyage (1955)
- The Martian Calendar (1957)
- The Aquarium (1962)
  - Deutsch: Das Untier aus der Tiefe. In: August Derleth (Hrsg.): Rendezvous mit dem Würgeengel. Pabel (Vampir Taschenbuch #36), 1976.
- Kincaid’s Car (1964)
- Exit Mr. Smith (1966)
- He Looked Back (1966)
- The Unpleasantness at Carver House (1967)
- The Cocomacaque (1970)
- The Player at Yellow Silence (1970)
- The Singleton Barrier (1971)
- Mr. Iper of Hamilton (1972)
- Round Robin (1972)
- Sequence (1972)
- The Royal Opera House (1972)
- Eternity When? (1974)
- The Music Lover (1974)
- Chameleon Town (1975)
- Test Case (1975)
- Hamadryad (1975)
- Forsaken Voyage (1979)
- The Elcar Special (1979)
- The Pit (1980, auch als: The Chadwick Pit)
- The Black Garden (1981)
- The Syndicate of the Snake (1983)
- The Phantom from 512 (1984)
- Josephine Gage (1984)
- Pawns of the River-King (1984)
- Ghoul Game (1984)
- Hall of the Devil-Flag (1984)
- The Hand of Every (1985)
- The Monument (1985)
- Woman of the Witch-Flowers (1985)
- Rails of the Yellow Skull (1986)
- Offspring (1986)
- I Model My Soul (1986)
- Bride of the Tree Man (1986)
- The Dark Slayer (1986)
- Prisoners of Vibration (1987)
- Manuscript for the Damned (1987)
- A Quire of Foolscap (1987)
- Your Witness, Tuan (1987)
- Coffin Crag (1987)
- The Tunnel (1988)
- The Nebula and the Necklace (1988)
- The Return of Fabian Blair (1988)
- Monorail To Eternity (1988)
- Blood over the Footlights (1988)
- The Rienza Lectures (1988)
- Heliograph (1989)
- Light in the Jungle (1989)
- Pursuit to Perihelion (1989)
- The Brothers Dalfey (1989)
- Dyak Reward (2000)